# Lasiopoderes
Lasiopoderes là một chi bướm đêm thuộc họ Erebidae.